# 末廣健一郎
末廣 健一郎（すえひろ けんいちろう、1980年12月27日 - ）は、日本の作曲家、編曲家。埼玉県さいたま市出身。ワンミュージック所属。

## 来歴・人物
10代の頃よりギタリスト、鍵盤奏者、ドラマーとしてバンド活動を始める。次第にインストに関心を持つようになり、エンニオ・モリコーネの影響を受け作曲家を目指すようになる。
作曲技法、オーケストレーションを岩代太郎、大澤徹訓に師事。以前、POPHOLICに所属していた際はアニメソングの作編曲を数多く手掛けた。現在はワンミュージックに移り、主に劇伴音楽の分野で活動を行っている。

## 作品
☆はMAYUKO、★は神坂享輔と共同。

### 劇伴

#### テレビドラマ
2010年
- 闇金ウシジマくん(10月-12月TBS)☆★

2011年
- 幸せになろうよ(4月-6月フジテレビ)共同:菅野祐悟･井筒昭雄･☆★
- 私が恋愛できない理由(10月-12月フジテレビ)☆
- スイッチガール!!(12月-2012年2月フジテレビTWO)☆

2012年
- Wの悲劇(4月-6月テレビ朝日)★
- 結婚同窓会 〜SEASIDE LOVE〜(7月-8月フジテレビTWO)☆
- 結婚しない(10月-12月フジテレビ)☆
- スイッチガール!!2(12月-2013年1月フジテレビTWO)☆

2013年
- お天気お姉さん(4月-6月テレビ朝日)★
- 町医者ジャンボ!!(7月-9月読売テレビ)
- ミス・パイロット(10月-12月フジテレビ)共同:得田真裕
- こうのとりのゆりかご〜「赤ちゃんポスト」の6年間と救われた92の命の未来〜(11月25日TBS)共同:得田真裕

2014年
- 闇金ウシジマくん Season2(1月-3月毎日放送MBS)☆★
- Dr.DMAT(1月-3月TBS)
- 極悪がんぼ(4月-6月フジテレビ)共同:得田真裕･眞鍋昭大
- トクボウ 警察庁特殊防犯課(4月-6月読売テレビ)
- SAKURA〜事件を聞く女〜(10月-12月TBS)
- シンデレラデート(11月-12月東海テレビ)共同:得田真裕･眞鍋昭大

2015年
- 破門(疫病神シリーズ)(1月-3月BSスカパー!)
- ゴーストライター(1月-3月フジテレビ)共同:得田真裕･眞鍋昭大･笹野芽実
- 医師たちの恋愛事情(4月-6月フジテレビ)共同:井筒昭雄･笹野芽実･得田真裕
- ホテルコンシェルジュ(7月-9月TBS)共同:☆･笹野芽実
- 死の臓器(7月-8月WOWOW)
- 別れたら好きな人(9月-11月東海テレビ)共同:得田真裕
- 掟上今日子の備忘録(10月-12月日本テレビ放送網/日本テレビ系)共同:笹野芽実
- オトナ女子(10月-12月フジテレビ系)共同:☆･眞鍋昭大

2016年
- 螻蛄(疫病神シリーズ)(2月-3月BSスカパー!)
- 早子先生、結婚するって本当ですか?(4月-6月フジテレビ系)共同:☆･眞鍋昭大
- 受験のシンデレラ(7月ｰ10月NHK BS)
- 闇金ウシジマくん Season3(7月-TBS系･MBS)☆
- 逃げるは恥だが役に立つ(10月-12月TBS系)☆
  - ガンバレ人類!新春スペシャル!!(2021年)☆

- リテイク 時をかける想い(12月-2017年1月東海テレビ･フジテレビ系)

2017年
- 大貧乏(1月-3月フジテレビ系)共同:☆･眞鍋昭大
- 貴族探偵(4月-6月フジテレビ系)
- 新宿セブン(10月ｰ12月テレビ東京系)

2018年
- 海月姫(1月-3月フジテレビ系)☆
- チア☆ダン(7月-9月TBS系)☆

2019年
- メゾン・ド・ポリス(1月-3月TBS系)☆
- 名探偵・明智小五郎(3月テレビ朝日系)
- ストロベリーナイト・サーガ(4月-6月フジテレビ系)
- G線上のあなたと私(10月-12月TBS系)☆

2020年
- 私の家政夫ナギサさん(7月-9月TBS系)☆

2021年
- レンアイ漫画家(4月-6月フジテレビ系)☆
- シェフは名探偵(5月ｰ8月テレビ東京系)
- 婚姻届に判を捺しただけですが(10月-12月TBS系)☆

2022年
- ウルトラマンデッカー (2022年7月-2023年1月テレビ東京)共同:得田真裕
- 最初はパー (10月ｰ12月テレビ朝日)☆

2023年
- 警視庁アウトサイダー (1月ｰ3月テレビ朝日)
- 真夏のシンデレラ (7月-9月フジテレビ系)☆

2024年
- 不適切にもほどがある! (1月ｰ3月TBS系)☆
- くるり〜誰が私と恋をした?〜  (4月ｰ6月TBS系)☆

2025年
- 恋は闇 (4月ｰ6月日本テレビ系)

#### Webドラマ
- ブリザード(2011年7月-9月BeeTV)☆★
- 代償(2016年11月Hulu)
- ミス･シャーロック(2018年4月-6月Hulu)
- 金魚妻(2022年2月-Netflix)共同:☆･宗形勇輝･植田能平

#### アニメ
2008年
- ケシカスくん(2008年4月-2013年3月テレビ東京系)
- あかね色に染まる坂(10月-12月UHFアニメ)

2013年
- LINE OFFLINE サラリーマン(1月-9月テレビ東京)
- LINE TOWN(2013年4月-2014年3月テレビ東京系)

2015年
- オシリスの天秤(8月-9月フジテレビ製作・フジテレビオンデマンドにて配信)

2016年
- 宇宙パトロールルル子(4月-6月UHFアニメ)
- Re:ゼロから始める異世界生活(4月-9月･テレビ東京系)
- オシリスの天秤2(4月-6月フジテレビ製作フジテレビオンデマンドにて配信)

2017年
- 少女終末旅行(10月-12月AT-XTOKYO MX他)

2018年
- ミイラの飼い方(1月-3月TBSテレビ系)☆
- こみっくがーるず(4月-6月TOKYO MX他)
- ゴールデンカムイ(2018年4月-12月TOKYO MX他)
- はたらく細胞(7月-9月TOKYO MX他)☆
- 深夜!天才バカボン(7月-9月)共同:眞鍋昭大
- ゴブリンスレイヤー(10月-12月)
- Re:ゼロから始める異世界生活 Memory Snow

2019年
- グランベルム(7月-9月MBS/TBS系)
- 炎炎ノ消防隊(7月-12月MBS/TBS系)
- Re:ゼロから始める異世界生活 氷結の絆

2020年
- ダーウィンズゲーム(1月ｰ3月TOKYO MX他)
- ゴールデンカムイ（第三期）
- Re:ゼロから始める異世界生活2nd season
- 炎炎ノ消防隊 弐ノ章

2021年
- シャドーハウス(4月-6月TOKYO MX他)
- はたらく細胞!! ☆

2022年
- 異世界おじさん(7月TOKYO MX他)
- 恋愛フロップス(10月)
- 陰の実力者になりたくて!(10月  -AT-X他)
- ゴールデンカムイ（第四期）
- シャドーハウス（第2期）

2023年
- 豚のレバーは加熱しろ（10月）☆
- アンデッドアンラック
- ゴブリンスレイヤーII
- 陰の実力者になりたくて!（第2期）

2024年
- 異世界失格
- 異世界スーサイド・スクワッド
- Re:ゼロから始める異世界生活 3rd season

2026年
- Re:ゼロから始める異世界生活 4th season
- 転生した大聖女は、聖女であることをひた隠す

時期未発表
- 黄泉のツガイ

#### 映画
2010年
- ネムリバ(10月23日公開)

2012年
- 闇金ウシジマくん(8月25日公開)共同:☆★･川嶋可能

2013年
- Johnny's Film Festa 2013(8月1日-9月1日TOKYO DOME CITY HALL)

2014年
- 闇金ウシジマくん Part2(5月16日公開)☆★

2016年
- 闇金ウシジマくん Part3(9月22日公開)☆★
- 闇金ウシジマくん the Final(10月22日公開)☆★

2017年
- ミックス。(10月27日公開)

2019年
- 任侠学園(9月27日公開)

2023年
- ウルトラマンデッカー最終章 旅立ちの彼方へ…（2月23日公開）共同:得田真裕

2025年
- メイクアガール（大林邦人）

#### 舞台
- ミュージカル『滝沢歌舞伎2011』(2011年4月8日-5月8日 日生劇場)
- 帝劇100周年記念公演ミュージカル『DREAM BOYS』(2011年9月3日-9月25日 帝国劇場)
- ミュージカル『新春 滝沢革命2012』(2012年1月1日-1月29日 帝国劇場)
- 舞台『ジャニーズ･ワールド』(2012年11月10日-2013年1月27日 帝国劇場)共同:得田真裕･★
- 舞台『少年たち 格子なき牢獄』「クリティカル」
- ライブ『aiko Love Like Pop 17 ツアー オープニングムービーBGM 作曲･編曲』(2014年6月24日-2014年10月14日)
- ライブ『aiko Love Like Pop 17.5 ツアー BGM 編曲』(2014年10月31日-2014年11月13日)
- ライブ『KinKi Kids コンサート2015-2016 オープニングオーバーチュア作編曲』(2015年12月19日-2016年1月1日)
- ライブ『KinKi Kids コンサート2015-2016 「夢を見れば傷つくこともある」「Anniversary」オーケストラ編曲』(2015年12月19日-2016年1月1日)

#### テレビ番組
- 将棋フォーカス NHK教育テレビジョン
- すてきにハンドメイド NHK Eテレ 共同:☆
- サタデースポーツ NHK総合テレビジョン
- サンデースポーツ NHK

#### ドラマCD
- サウンドドラマ 神様がうそをつく。(2021年9月)

### 楽曲提供
- セカイノナミダ『true tears』EDテーマ（結城アイラ)作編曲
- Weeping alone『ティアーズ・トゥ・ティアラ』後期EDテーマ(結城アイラ)作編曲
- 青春グラフィティ『みなみけ』きゃらくたーそんぐ(佐藤利奈、高木礼子、小野涼子)作編曲
- ペチカ〜ココロ灯して〜『ヘタリア』キャラクターCD Vol.7 ロシア(高戸靖広)作編曲
- Let's Save The World『CR REIDEEN』イメージソング(影山ヒロノブ)